# Wilson Irvine
Wilson Henry Irvine (28 de febrero de 1869-1936) fue un maestro paisajista impresionista estadounidense.

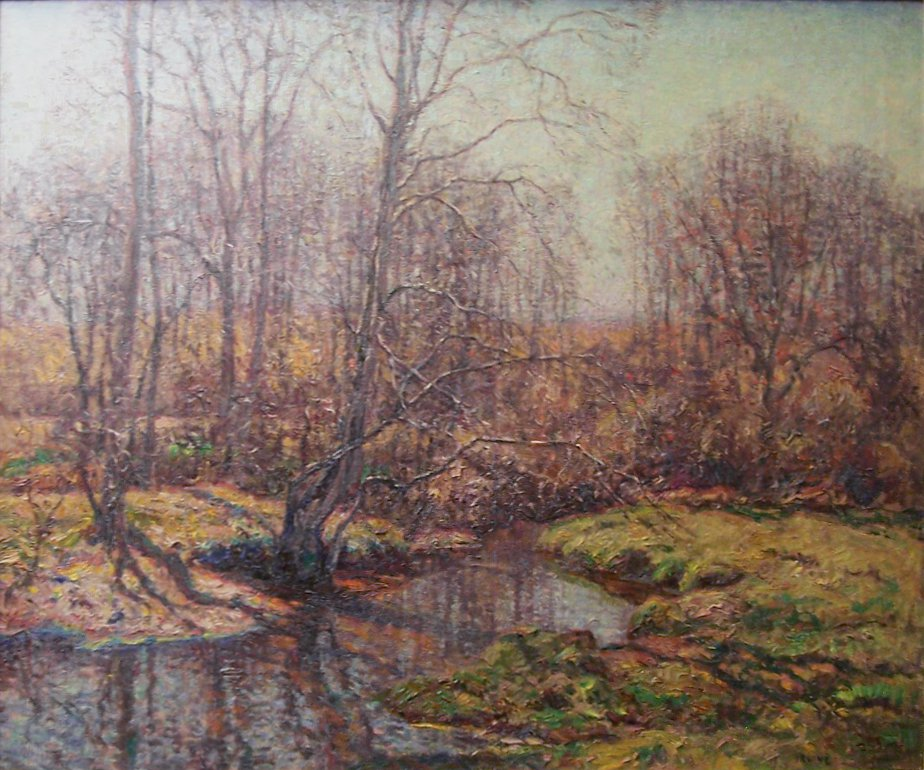
"Fall, Eight Mile River" cerca de Old Lyme, Connecticut

Aunque está más estrechamente asociado con la colonia artística de Old Lyme, Connecticut, encabezada por Florence Griswold, Irvine pasó los primeros años de su carrera cerca de Chicago, como miembro de la Escuela del Instituto de Arte de Chicago. Irvine también pintó en toda Europa occidental, donde produjo versiones impresionistas estadounidenses sobresalientes del campo local.

## Carrera temprana

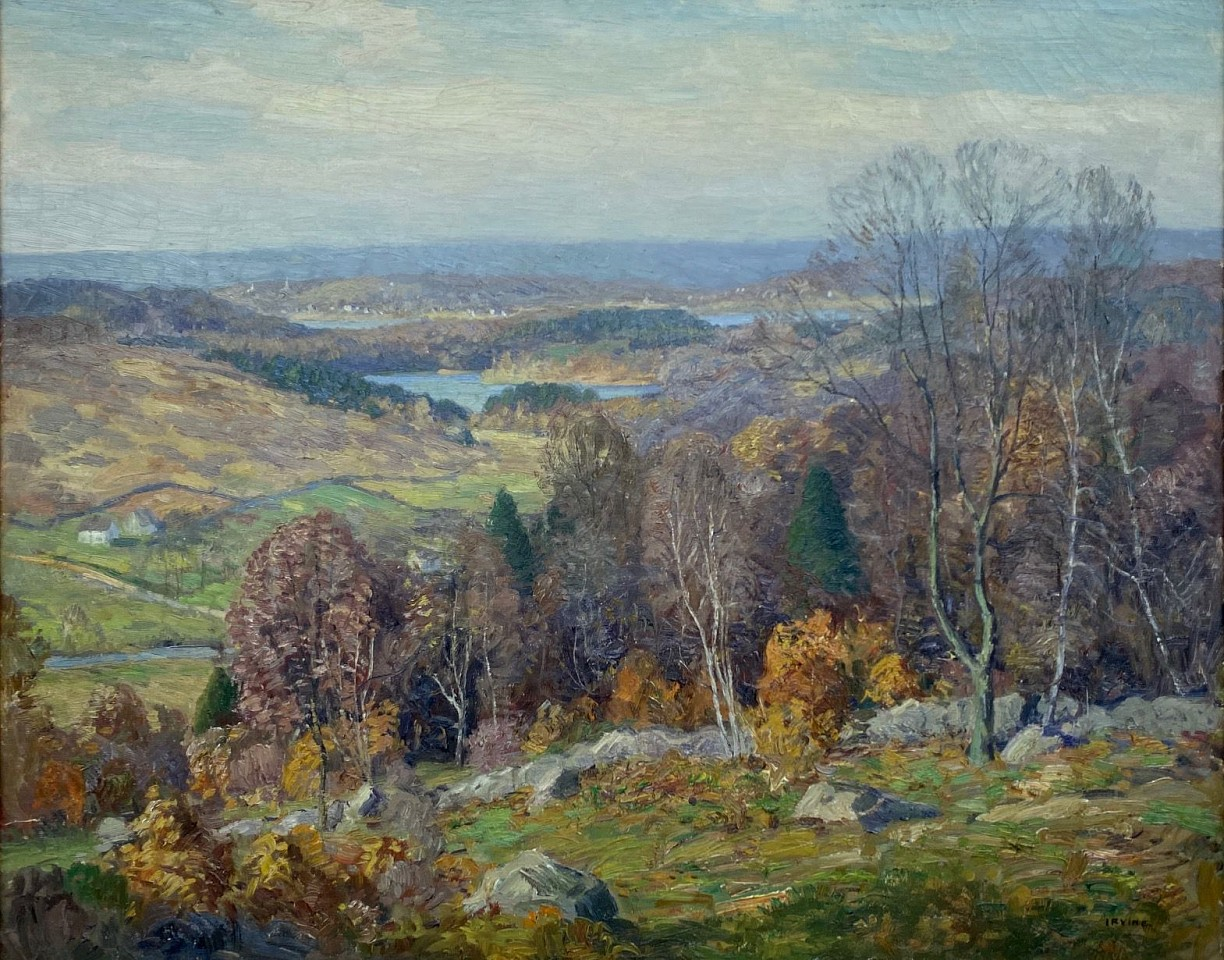
Hamburg Cove by Wilson Henry Irvine

Wilson Henry Irvine, nacido cerca de Byron, Illinois, era descendiente de los primeros colonos y agricultores de Illinois. Se graduó de la escuela secundaria central de Rockford. Trabajó en la Chicago Portrait Company. Estudió en el Instituto de Arte de Chicago.
Desde el principio, el interés de Irvine por los temas pictóricos fue igualado por un enfoque paralelo en la tecnología artística. Cuando aún tenía 20 años, Irvine fue un pionero del aerógrafo como medio artístico, un medio que acababa de ser desarrollado y comercializado por Liberty Walkup, vecino, mentor y maestro de Irvine en Illinois.
Una vez dominado el uso del aerógrafo, en 1888, Irvine se mudó a Chicago para hacerse una reputación. El "trabajo diario" de Irvine durante este período fue como ilustrador / diseñador gráfico, a menudo empleando el aerógrafo que era aún novedoso. Pero al mismo tiempo, Irvine se construyó una carrera como pintor serio. Se abrió camino en la sociedad de arte de Chicago , dirigió el Palette and Chisel Club y el Cliff Dwellers Club, junto con el escultor Lorado Taft .

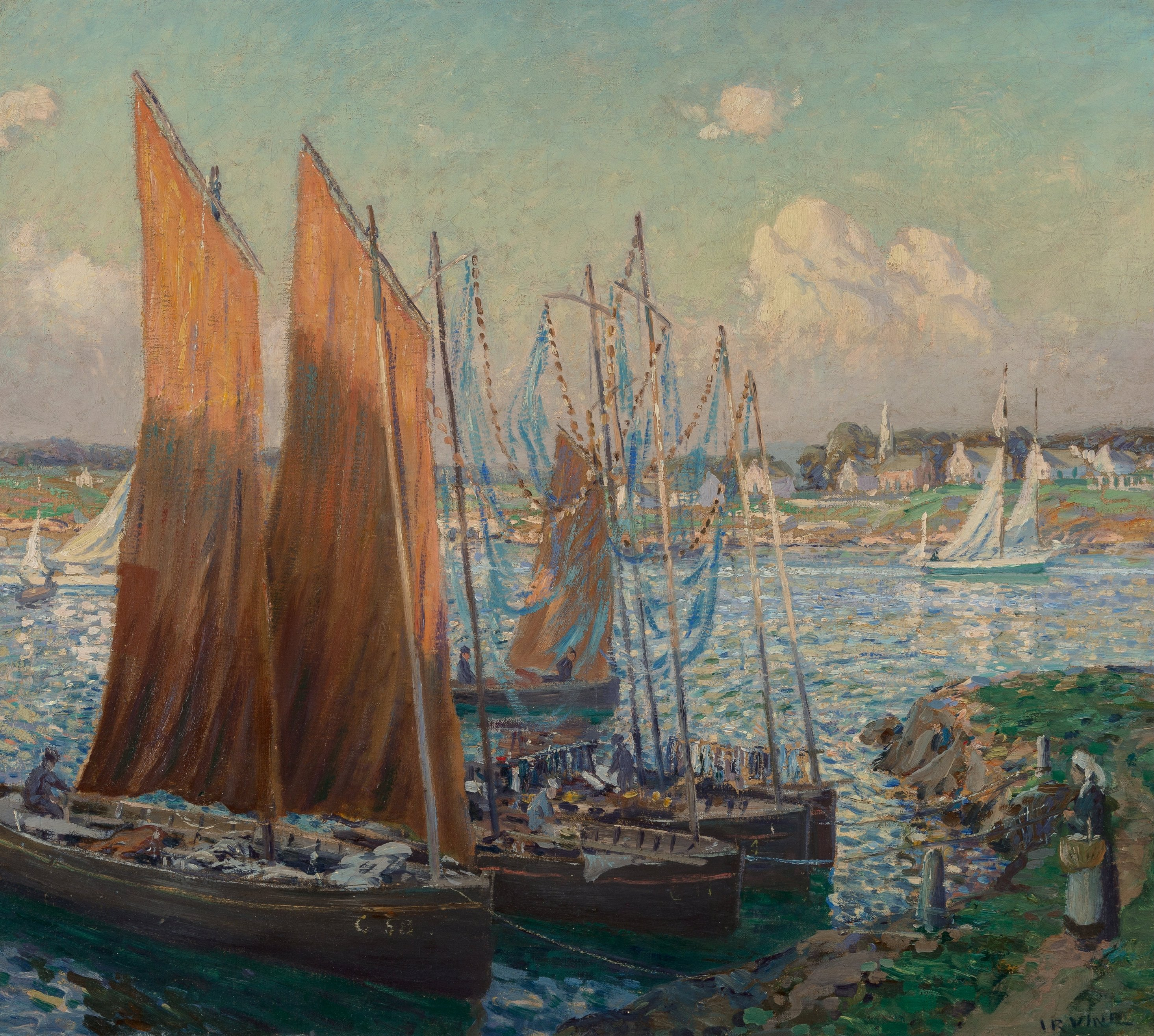
Summer Day at the Harbor by Wilson Henry Irvine

Durante estos años, Irvine gravitó hacia la escuela nocturna del famoso Instituto de Arte de Chicago, donde estudió durante más de siete años. De hecho, el Instituto de Arte iba a seguirle siendo un mecenas leal. A principios de siglo, el Instituto mostraba a menudo las obras de Irvine y le ofreció una prestigiosa exposición individual durante la temporada navideña de 1916-1917. Hasta el día de hoy, el Instituto de Arte mantiene una serie de pinturas de Wilson Irvine en su colección permanente.

## Old Lyme, Connecticut

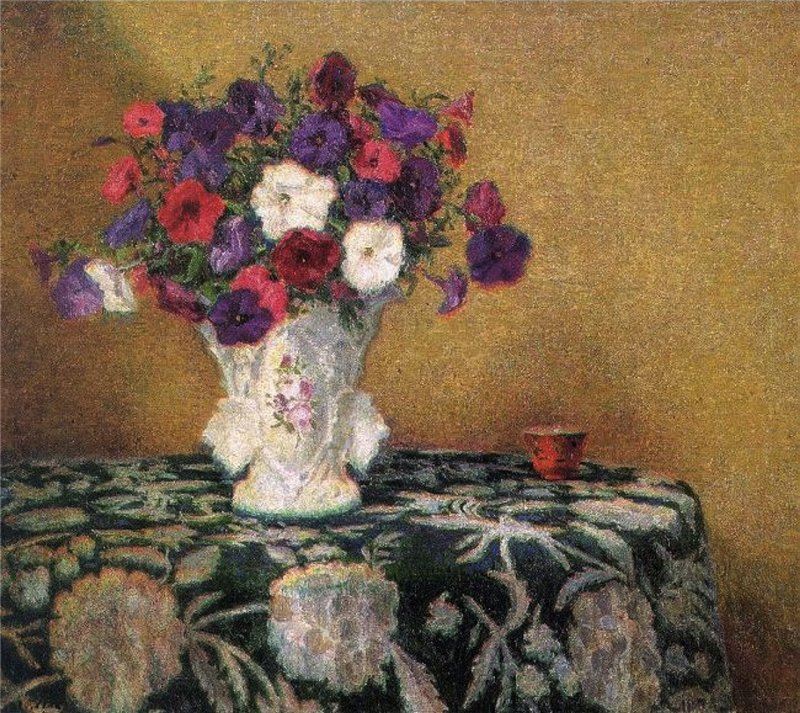
Wilson Henry Irvine - Still Life with Petunias

Mientras desarrollaba su carrera en Chicago, Irvine se dirigía con frecuencia al este, pintando en Massachusetts, Connecticut y en otros lugares de Nueva Inglaterra, y ya en 1906, exhibió escenas de Nueva Inglaterra en el Instituto de Arte. También se tomó vacaciones de trabajo en otros lugares del este de los EE. UU., incluidos Virginia y Nueva Orleans.
Pero no fue hasta los 45 años (en 1914) cuando Irvine hizo las maletas y se mudó con su familia a Old Lyme, Connecticut, convirtiéndose en parte del famoso círculo de Florence Griswold, ahora reconocido como la "Barbizon estadounidense", y centro del impresionismo estadounidense. Es como pintor de Old Lyme como Irvine es mejor recordado hoy. (Pero incluso después de mudarse al Este, Irvine mantuvo sus contactos con Chicago, donde el mercado para sus obras se mantuvo sólido). En este periodo mantuvo correspondencia con Sidney C. Woodward.
Siguiendo con sus primeros experimentos con el aerógrafo, en sus últimos años Irvine continuó probando nuevas técnicas artísticas. Su trabajo posterior incluye "grabados acuáticos" y "pintura prismática". Su Prismatic Winter Landscape apareció en la portada de la edición del 31 de enero de 1931 de The Literary Digest. En 1926 fue elegido miembro de la Academia Nacional de Diseño como Académico Asociado.
Al final de su carrera, Irvine realizaba regularmente exposiciones individuales como las siguientes:
- Carson Pirie Scott de Chicago (1922)
- Ateneo Wadsworth de Connecticut (1925)
- Galerías de arte Grand Central de Nueva York (1930)

## Pintura europea
La carrera de Irvine se destacó por tres estancias prolongadas en Europa, donde produjo algunos ejemplos notables de paisajes europeos impresionistas:
- 1908: Inglaterra y Francia,
- 1923: Islas británicas,
- 1928-29: campiñas alrededor de Martigues, Francia y Ronda, España.

De hecho, aunque Irvine hoy en día es más conocido por su producción de Old Lyme y es reconocido secundariamente por sus primeros paisajes de Illinois, sus pinturas europeas muestran una energía especial, aportando una perspectiva estadounidense única a los temas vibrantes que cautivaron a los maestros impresionistas franceses.

## Muerte y reputación
Wilson Irvine murió de una hemorragia cerebral el 21 de agosto de 1936, dejando tras de sí una obra valorada. En los últimos años, Irvine ha sido redescubierto y reconocido como una figura clave en el impresionismo estadounidense de principios del siglo XX.
Hoy día, las pinturas de Wilson Irvine figuran en la colección del Instituto de Arte de Chicago, del Museo Florence Griswold; de la Galería Nacional de Retratos, de la Galería de Arte Corcoran; y del Club de la Liga Unión.
Irvine es conocido por su dominio de la luz y la textura — una exhibición de 1998 de su obra se llamó Wilson Henry Irvine and the Poetry of Light. Para capturar los efectos sutiles de la luz, Irvine a menudo pintaba al aire libre.
A veces, la obsesión de Irvine por la luz lo llevó a pintar temas más bien pedestres, paisajes que representan poco más que algunos árboles, una carretera o una cerca. Pero varias obras maestras de Irvine representan escenas bien compuestas que incluyen casas, barcos, puentes. También hizo un puñado de retratos, incluido al menos un autorretrato y un desnudo.